# Обиминьоу
Обиминьоу (тадж. Обиминов, в нижнем течении — Обиниоб, Обиниоу) — река в Таджикистане, правый приток Пянджа. Берёт начало у горы Сабзагур (3857,9 м) и перевала Кафтармоль (2887 м) на границе Муминабадского района Хатлонской области и Дарвазского района Горно-Бадахшанской автономной области. Протекает на юг по территории Муминабадского района и Шамсиддин Шохин. Долины Обиминьоу и Обиравноу отделяют хребет Хазратишох (на западе) от Дарвазского хребта (на востоке). Основные притоки — Иджудара (правый) и Чапсай (правый). Впадает в Пяндж на границе с Афганистаном, к югу от кишлака Даштиджум.